# Brooksville (Maine)
Brooksville – miasto w Stanach Zjednoczonych, w stanie Maine, w hrabstwie Hancock.